# Galt Professionals
Galt Professionals byl profesionální kanadský klub ledního hokeje, který sídlil v Galtu v provincii Ontario. V letech 1909–1911 působil v profesionální soutěži Ontario Professional Hockey League. Klubové barvy byly červená a bílá. Professionals se zúčastnily celkem dvou exhibičních zápasů o Stanley Cup, v obou případech si klub připsal na konto porážku.

## Umístění v jednotlivých sezonách
Stručný přehled
Zdroj: 
- 1908–1909: Ontario Professional Hockey League

Jednotlivé ročníky
Zdroj: 
Legenda: Z - zápasy, V - výhry, VP - výhry v prodloužení, R - remízy, P - porážky, PP - porážky v prodloužení, VG - vstřelené góly, OG - obdržené góly, +/- - rozdíl skóre, B - body, KPW - Konference Prince z Walesu, CK - Campbellova konference, ZK - Západní konference, VK - Východní konference, fialové podbarvení - reorganizace, změna skupiny či soutěže
| Kanada (1909 – 1911) |      |        |    |    |    |   |    |    |     |     |     |    |        |          |
| Sezóny               | Liga | Úroveň | Z  | V  | VP | R | PP | P  | VG  | OG  | +/- | B  | Pozice | Play-off |
| 1909                 | OPHL | –      | 15 | 10 | –  | 1 | –  | 4  | 107 | 100 | +7  | 21 | 1.     | –        |
| 1910                 | OPHL | –      | 16 | 5  | –  | 0 | –  | 11 | 63  | 102 | -39 | 10 | 4.     | –        |
| 1911                 | OPHL | –      | 19 | 13 | –  | 0 | –  | 6  | 134 | 99  | +35 | 26 | 1.     | –        |